# سجادیه (دیر)
احشام کهنه یا سجادیه، روستایی است از توابع بخش بردخون در شهرستان دیر استان بوشهر ایران.
این روستا در حقیقت تا بیش از یک قرن پیش محل سکونت اولیه مردم بردخون فعلی بوده است؛ که سپس از آنجا به محل کنونی شهر بردخون نقل مکان می‌کنند و این روستا را که همان بردخون اولیه بوده است به عنوان آبادی قدیمی -اِحشام کهنه- و در مقابل بردخون فعلی را -بردخون نو- نامیدند. علت نام گرفتن بردخون هم به اقلیم همین روستا برمی‌گردد که در کنار خنی واقع شده و در حقیقت این روستا بردخون اولیه یا (بردخنی) بوده است.
این روستا اخیراً به «سجادیه» تغییر نام یافته است.
سجادیه در جوار غربی پارک جنگلی واقع است و رودخانه فصلی باشکوه از این پارک جنگلی می‌گذرد. این روستا همواره نقطه عطف کشاورزی منطقه می‌باشد.

## جمعیت
این روستا در دهستان بردخون قرار دارد و بر اساس آمار رسمی سرشماری سال ۱۳۹۰ جمعیت آن ۲۱۰ نفر (۴۹ خانوار) است که در سال ۱۳۸۵ جمعیت آن، ۱۸۶نفر (۳۶خانوار) بوده‌است.